# Bases Loaded
Bases Loaded (燃えろ!!プロ野球?, Moero!! Pro yakyū) è un videogioco di baseball sviluppato da TOSE e pubblicato nel 1987 da Jaleco per Nintendo Entertainment System. Primo titolo dell'omonima serie, il gioco è stato distribuito per Nintendo 3DS, Wii e Wii U tramite Virtual Console. Nel 2016 ne è stato realizzato un remake per PlayStation 4.

## Modalità di gioco
In Bases Loaded sono presenti dodici squadre che si affrontano in una stagione da 132 partite.